# Coccyzus merlini
Coccyzus merlini е вид птица от семейство Cuculidae.

## Разпространение
Видът е разпространен в Куба.